# إدوارد أغيليرا
إدوارد أغيليرا (بالإنجليزية: Edward Aguilera)‏ هو مغني أمريكي، ولد في 17 ديسمبر 1976.